# Canal de la Perla
El Canal de la Perla es un antiguo canal de riego subterráneo que hoy es usado como atractivo turístico y paseo cultural en la ciudad de Torreón.

## Historia
El canal de la Perla es un antiguo canal de riego que media de 12.5 kilómetros se prolonga por las avenidas Morelos, Juárez, Hidalgo e Iturbide (ahora Venustiano Carranza) y cruza por las calles: Ramos Arizpe, Juan A. De la Fuente, Zaragoza, Valdez Carrillo, Cepeda, Rodríguez, Acuña, Blanco, Falcón, Treviño, Idefonso Fuentes y Leona Vicario haciendo un corte diagonal a esa área. Formaba parte del Tajo de la Perla con una distancia total de 12.5 kilómetros creado hacia 1891 y entró en funcionamiento en 1893 para ser utilizado como canal de riego. Este canal formó parte de una red de irrigación que transportaba agua del río Nazas hacia el oriente de la ciudad. El canal de la Perla lleva su nombre por regar las tierras de la Hacienda la Perla, que pertenecían a Feliciano Cobian, quien se dedicaba al cultivo del algodón, este canal de riego fue un brazo del Canal Torreón que junto con el Canal La Concha tomaban su caudal del propio río Nazas y su trayectoria es la del actual Boulevard Independencia.
Posteriormente con el crecimiento de la ciudad de Torreón, el canal o Tajo la Perla se fue embovedado en etapas, por cada uno de los propietarios por dónde pasaba el canal, dando finalización de su embovedado en 1910 y paso de ser canal de riego a ser utilizado como drenaje pluvial en 1925, después por un decreto emitido por la ciudad de Torreón en 1940, se hacen las conexiones de drenaje de los edificios aledaños, por cuestiones de salubridad y de aguas negras. En 1968 fue clausurado debido a la inundación que azotó la región.
Fue redescubierto en el año 2003 por la Dirección de Obras Públicas a cargo del Ing. Gerardo Berlanga, que le dio un uso Histórico-Turístico. Con apoyo de Met-Mex Peñoles y el INAH. Fue cerrado posteriormente por razones de seguridad y reinaugurando en 2014. Actualmente está abierto al público.

## Turismo
Desde su redescubrimiento, el Canal de la Perla ha pasado por una fase de rescate y transformación para crear un sitio de gran atracción turística.
Con una excelente ubicación geográfica, en pleno centro histórico, es uno de los lugares preferidos por visitantes y los mismos laguneros. En sus muros de 90 centímetros de espesor. Tiene 4 accesos, que son los siguientes:
1. Rodríguez e Hidalgo
2. Explanada de la calle Cepeda entre Juárez e Hidalgo
3. Valdés Carrillo y Juárez
4. Zaragoza y Morelos

Cuenta con 4 salas de exposición, se encuentran imágenes de noticias que impactaron en la región lagunera, nacional y mundial, proporcionas por El Siglo de Torreón. Al igual que cámaras fotográficas, un tintero, máquinas de escribir y un periódico en buena conservación.